# Markiški jezici
Màrkīškī jezici ili markižanski jezici, skupina od četiri polinezijskih jezika koji se govore u Oceaniji na području Francuske Polinezije i Havaja. Dio su šire istočne skupine nuklearnih (jezgrovnih) polinezijskih jezika.
Predstavnici su: 1) havajski [haw], 1000 (8000 ga može govoriti ili razumjeti; 2) mangarevski (mangareva) [mrv], 1600 (1987.), na otocima Mangareva i Gambier. Posebnu podskupinu čine dva Màrkīška jezika na Markižanskom otočju 3) sjeverni [mrq] na otocima Hatutu, Nuku Hiva, Ua Huka i Ua Pou (3400 u Francuskoj Polineziji; ukupno 3690); i 4) južni) [mqm], 2100 (Wurm and Hattori, 1981.) na otocima Hiva Oa, Tahuta i Fatu Hiva
Napomena: markeški se odnosi na Marche (Marke).

## Vanjske poveznice
- Ethnologue (14th)  Arhivirana inačica izvorne stranice od 21. srpnja 2015. (Wayback Machine)
- Ethnologue (15th)  Arhivirana inačica izvorne stranice od 21. srpnja 2015. (Wayback Machine)
- Ethnologue (17th)